# The Dark Pictures Anthology: House of Ashes
The Dark Pictures Anthology: House of Ashes est un jeu vidéo de type survival horror en film interactif développé par Supermassive Games et édité par Bandai Namco Entertainment. C'est le troisième jeu de la série The Dark Pictures Anthology, ainsi que la troisième volet de la première saison de la franchise après Little Hope. 
Le jeu est sorti le 22 octobre 2021 sur Microsoft Windows, PlayStation 4, Xbox One, PlayStation 5 et Xbox Series. Le jeu se déroule pendant la guerre d'Irak et est basé sur des mythes sumériens.

## Synopsis
En mai 2003 l'opération Iraki Freedom vient de se terminer et l'armée américaine est toujours à la recherche des armes de destruction massive irakiennes lorsqu'un hélicoptère dépose à Camp Slayer le lieutenant-colonel Eric King et le docteur Clarice Stokes. Grâce à un système de satellites, ils sont convaincus d'avoir localisé un dépôt souterrain abritant les armes du régime baasiste dans les montagnes de Zagros et ont pour mission de commander un assaut héliporté des Marines sur la zone. L'équipe de King comprend Rachel King, agent de la CIA et épouse de Eric King, le sergent Nick Kay, le premier lieutenant Jason Kolchek ainsi que le caporal Nathan Merwin et le lance caporal Joey Gomez. Comme prévu, l'assaut est lancé et l'équipe s'empare sans difficulté de l'objectif avant de tomber dans une embuscade tendue par des survivants de la Garde républicaine irakienne. Alors que le combat s'engage, le sol s'ouvre soudain sous les pieds des combattants et les entraîne dans une chute vers les ténèbres.

## Système de jeu
Constituant le troisième épisode de l'anthologie, House of Ashes conserve logiquement le principe d'un jeu vidéo survival horror à la troisième personne et de film interactif. Comme dans les précédents titres, le joueur est régulièrement amené à prendre des décisions qui influeront le déroulement de l'histoire : les relations entre les personnages peuvent évoluer positivement comme négativement et n'importe qui est susceptible de mourir au cours de l'aventure. Il est possible de terminer le jeu en faisant survivre tous les protagonistes ou au contraire d'entraîner la mort de tout le monde. Le joueur est également amené à réaliser des QTE dont la réussite ou l'échec a une influence sur le récit, voire sur la survie du personnage concerné. 
Contrairement aux deux précédents jeux, les personnages de House of Ashes sont équipés d'armes à feu. Lors de certaines scènes, le joueur devra arriver à placer son réticule de visée et faire feu sur l'adversaire qui le prend à partie. Le fait d'arriver à toucher sa cible - comme de la rater - peut avoir une influence sur le déroulement des événements.  
Au cours de son aventure, le joueur pourra également récupérer des indices disséminés dans les niveaux de jeu qui lui donneront des éclaircissements sur les événements. Il y a également des tablettes de pierre qui débloquent des prémonitions à retrouver et qui fournissent un indice sur les événements à venir.  

## Distribution
- Ashley Tisdale (VF : Céline Ronté) : Rachel King, officier de terrain de la CIA
- Nick E. Tarabay : Salim Othman, lieutenant des forces terrestres irakiennes
- Alex Gravenstein (VF : Julien Sibre) : Eric King, lieutenant-colonel de l'US Air Force
- Paul Zinno (VF : Julien Chatelet) : Jason Kolchek, premier lieutenant des forces de reconnaissance de l'USMC
- Moe Jeudy-Lamour (VF : Jean-Baptiste Anoumon) : Nick Kay, sergent des marines
- Zaydun Khalaf : Balathu
- Waleed Hammad : Kurum
- Alex Mallari Jr. : Merwin Lazarus
- Clare McConnell (VF : Adeline Chetail) : Clarice Stokes
- Sammy Azero : Jose « Joey »
- Gomez Nabeel El Khafif : Dar Basri
- Pip Torrens (VF : Benoît Allemane)  : Conservateur